# 金德利施萬德

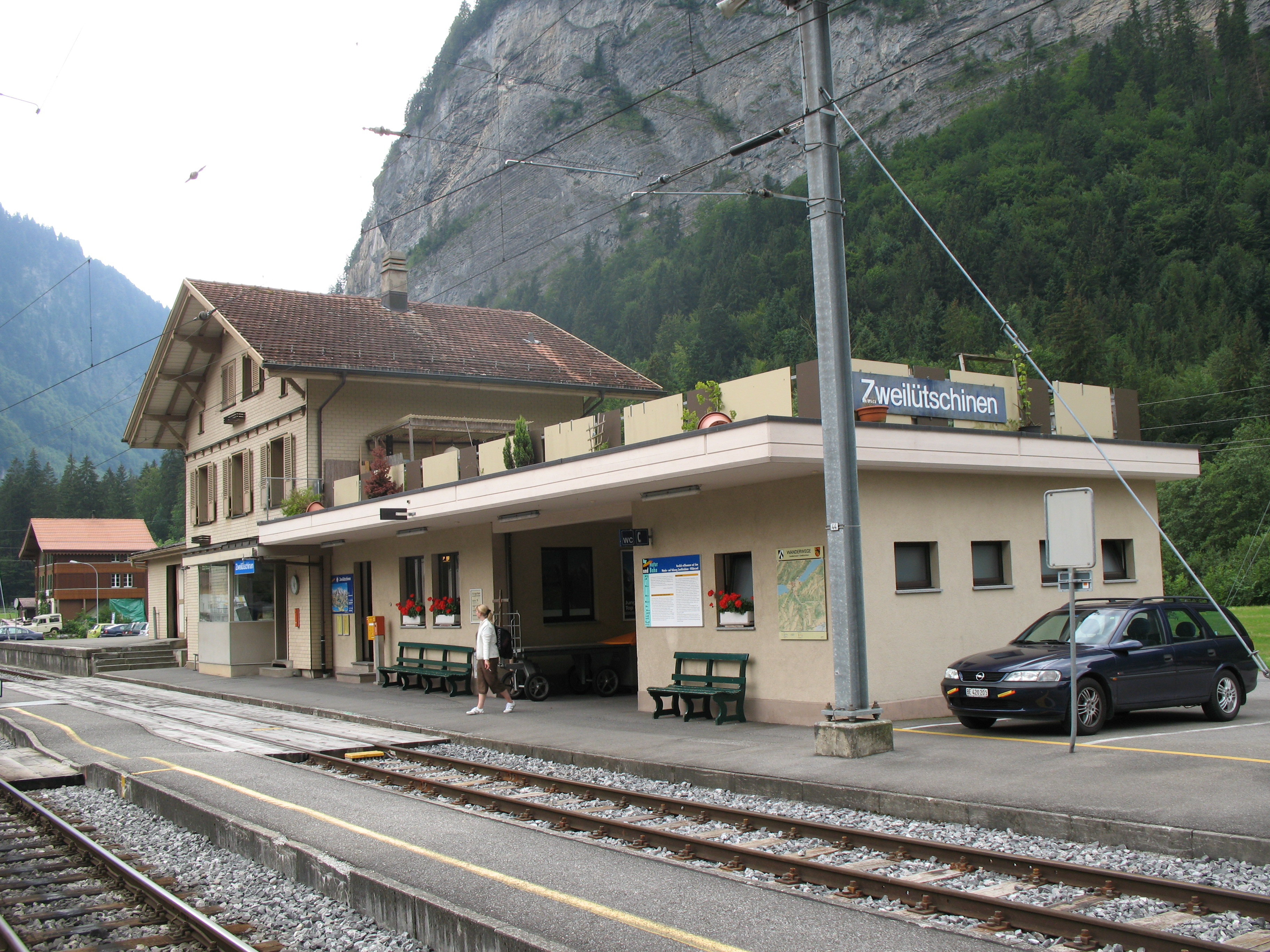

金德利施萬德（德語：Gündlischwand）是瑞士的城鎮，位於該國中西部，由伯恩州負責管轄，面積16.89平方公里，海拔高度660米，2011年人口290，人口密度每平方公里17人。